# Такахаші Руміко
Руміко Такахаші (яп. 高橋留美子, Такахаші Руміко, нар. 10 жовтня 1957 , Ніїґата, Префектура Ніїґата ) — японська манґака.
Манги Руміко Такахаші та їхні аніме-адаптації широко відомі не тільки в Японії, але й у всьому світі. До 2015 року було продано понад 200 мільйонів примірників її творів.

## Біографія
Руміко Такахаші народилася 10 жовтня 1957 в японському місті Ніїґата. Під час навчання в університеті в Нагано вступила у школу художників манги, якою керував відомий мангака Койке Кадзуо.
Ранні твори Такахаші були короткими розповідями, що видавалися в різних японських часописах. Її твори доволі добре сприймалися публікою, тож 1978 року Руміко отримала відзнаку «найкращий художник-початківець» від Shogakukan, одного з великих японських видавців. У вересні того ж року в журналі Shonen Sunday почалася публікація її першої великої манги, Urusei Yatsura. Цей твір несподівано став дуже популярним, 1981 року з'явилася навіть аніме-адаптація, яка виходила аж до 1986 року.
Окрилена успіхом Руміко Такахаші взялася за створення манги Maison Ikkoku, яка публікувалася з 1980 до 1987 року в часописі Big Comic Spirits. Хоч Urusei Yatsura була помітним явищем у світі манги, проте нова манга Такахаші значно її перевершила. Maison Ikkoku також було екранізовано, екранізація виходила на екрани з 1986 року до 1988.
1987 році Такахаші почала малювати свій третій великий твір, Ранма ½. Цей серіал до сьогодні є найвідомішим твором авторки. Нові томи цієї манги продовжували виходити до 1996 року, і мала надзвичайно велику популярність у всьому світі. Відповідний аніме-серіал виходив з 1988-го до 1992 року.

## Твори
- Urusei Yatsura (1978—1987)
- Maison Ikkoku (1980—1987)
- Fire Tripper (1983)
- Mermaid Saga (Mermaid's Forest, Mermaid's Scar и Mermaid's Gaze, 1984—1994)
- Ранма ½ (1987—1996)
- One Pound Gospel (1987—2007)
- Rumic Theater (1987-донині)
- Rumic World
- InuYasha (1996—2008)
- Rin-ne (2009—2017)